# Song Shenzong

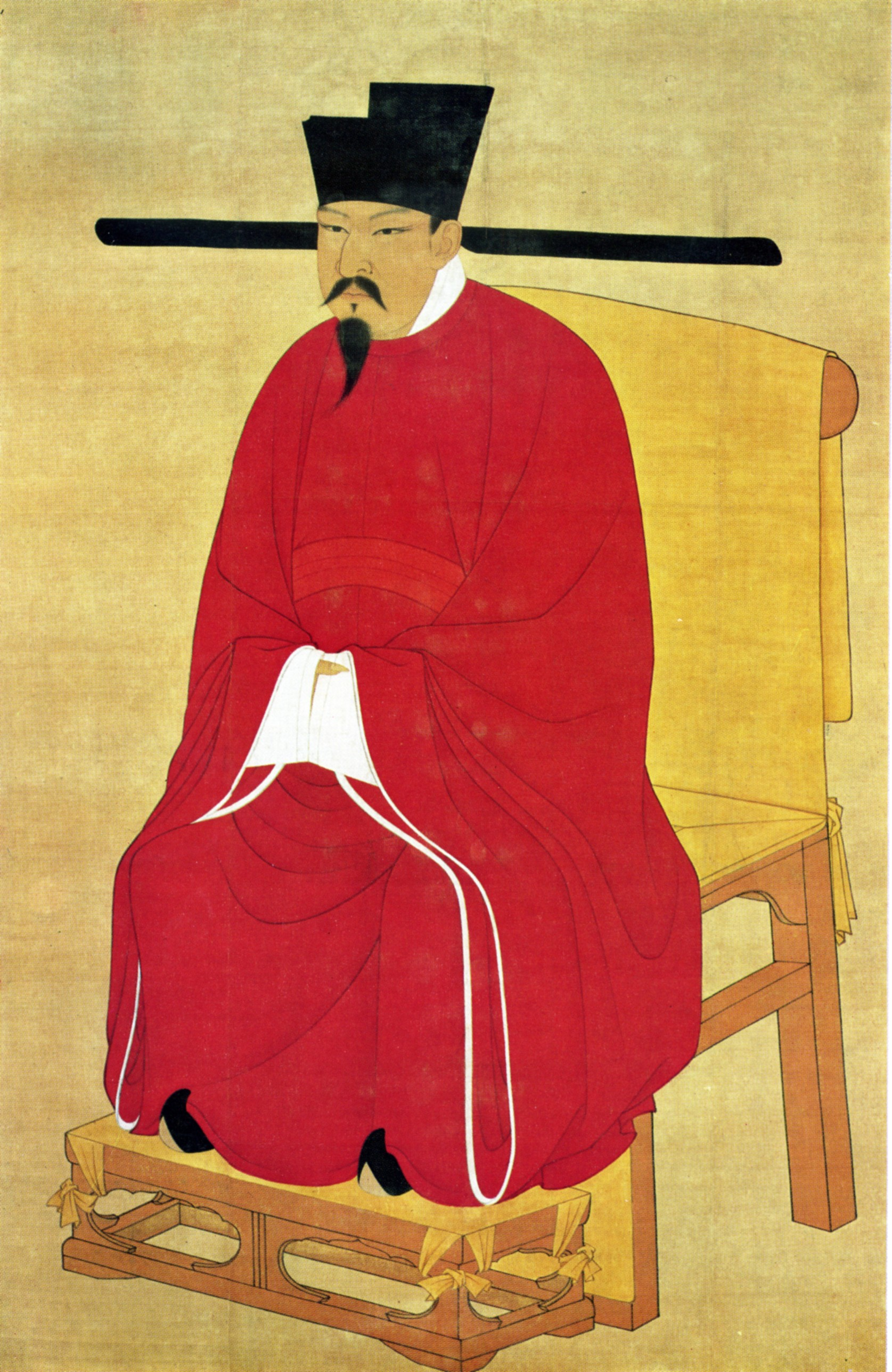
Shenzong.

Shenzong (25 de mayo de 1048-1 de abril de 1085) fue el sexto emperador de la dinastía Song de China. Su nombre inicial era Zhao Zhongzhen y fue cambiado a Zhao Xu en 1063. Reinó entre 1067 y 1085.
Los períodos durante su reinado son Xining (熙寧; xi1 ning2) 1068-1077 y Yuanfeng (元豐; yuan2 feng1) 1078-1085. Durante su reinado, Shenzong se interesó por la política de Wang Anshi y lo nombró como su canciller. Wang implementó sus famosas reformas cuyo objetivo era mejorar las condiciones de la clase trabajadora. Muchos ven en estas reformas la raíz del estado providencia moderno. 
Shenzong lanzó campañas fallidas contra el gobernante vietnamita Lý Nhân Tông de la dinastía Lý en 1076.
Otras actuaciones de Shenzong durante su reinado fueron sus intentos de deshacerse del Imperio tangut al invadir y expulsar las fuerzas de Xixia de Qingzhou (el actual Gansu). Shenzong logró inicialmente grandes éxitos en estas campañas pero durante la batalla de la Ciudad de Yongle de 1082, las fuerzas de Shenzong fueron vencidas. Como resultado de ello, las fuerzas de Xixia se hicieron más poderosas constituyendo una amenaza permanente para la dinastía Song durante las siguientes décadas.
En 1080, cambió el nombre del Templo Puji en la isla de Putuoshan en la provincia de Zhejiangde 不肯去观音院 en 宝陀观音寺, donando tierras para apoyar este cambio.
Shenzong murió en 1085 a los 37 años y fue sucedido por su hijo.